# Maltego
Maltego es un software utilizado para la Inteligencia de fuentes abiertas y forense, desarrollado por Paterva.  Maltego se enfoca en proporcionar una biblioteca de transformaciones para el descubrimiento de datos de fuentes abiertas y visualizar esa información en un formato gráfico, adecuado para análisis de enlaces y minería de datos. A partir de 2018, el equipo de Maltego Technologies con sede en Munich, Alemania, ha asumido la responsabilidad de todas las operaciones globales orientadas al cliente.
Maltego permite crear entidades personalizadas, lo que le permite representar cualquier tipo de información además de los tipos básicos de entidades que forman parte del software. El enfoque básico de la aplicación es analizar las relaciones del mundo real (red social y red de computadoras entre personas, grupos, páginas web, dominios, redes, infraestructura de Internet y afiliaciones con servicios de línea nodos de redes informáticas como Twitter y Facebook. Entre sus fuentes de datos se encuentran el sistema de nombres de dominio, entre otros.
Es usado para la seguridad de la información y detective privados.